# 桜新町駅
桜新町駅（さくらしんまちえき）は、東京都世田谷区桜新町二丁目にある、東急電鉄田園都市線の駅である。駅番号はDT05。

## 歴史

### 年表
- 1907年（明治40年）4月1日：玉川電気鉄道（のちの東急玉川線）桜新町電停開設。
- 1969年（昭和44年）5月10日：玉川線廃止に伴い、桜新町電停廃止。
- 1977年（昭和52年）4月7日：新玉川線桜新町駅が開設[1]。
- 1983年（昭和58年）1月22日：ダイヤ改正に伴い、急行運転開始。同時に当駅で通過追越し開始[1]。
- 2000年（平成12年）8月6日：新玉川線が田園都市線へ編入[2]。
- 2007年（平成19年）3月18日：ICカード「PASMO」が利用可能となる[3]。
- 2018年（平成30年）6月24日：ホームドア使用開始。

## 駅構造
地下2Fと地下3Fのそれぞれに単式ホーム1面1線と1線の通過線を設ける、2層構造の地下駅である。地下2Fは長津田方下り線、地下3Fは渋谷方上り線、それぞれに用いる。通過線はホーム視点で壁面反対側に位置してホームから認識できない。ホーム両端は通過線の分岐点が視認可能で、壁の向こう側の通過線を走行する通過列車が見える。
駅名に因んで駅カラーは「さくら色」。実際に使用されている色は、日本産業規格 (JIS) が定めたJIS慣用色名での桜色（■）よりも赤色に近い。2006年（平成18年）前後の壁面改良工事に伴い、ホームではない側の壁面にも桜装飾が成された。
当駅は、日本で初めて地下駅で通過線を設置した。類似駅の都営地下鉄新宿線の瑞江駅、東京メトロ副都心線の東新宿駅、台湾高速鉄道の桃園駅などは、いずれも当駅の構造と一部が異なる。
バリアフリーに対応して、地上と改札階を連絡するエレベーターと、改札階と各ホーム階を連絡するエスカレーター・エレベーターを備える。
地下3階上りホーム利用者に配慮し、開設当初来、地下3階から地下2階へ向かうエスカレーターが設置された。のちにホーム階と改札階を連絡するエレベーター、改札階と地上を連絡するエレベーター、地下1階・地下2階・地下3階を相互に連絡する上下エスカレーターが順番に設置された。改札と各ホームを結ぶエレベーターは当初1基のみ整備されたが、2019年（令和元年）11月30日から2基目を供用開始している。改札階と地上を結ぶエレベーターは北口のみ整備されたが、2020年（令和2年）に南口も整備された。
トイレは地下1F改札外（西口付近）にある。2005年（平成17年）に改修で多機能トイレが設置され、2020年に再度改修される。

### のりば
| 番線 | 路線       | 方向 | 行先                                     |
| ---- | ---------- | ---- | ---------------------------------------- |
| 1    | 田園都市線 | 下り | 二子玉川・長津田・中央林間方面           |
| 2    | 田園都市線 | 上り | 渋谷・押上〈スカイツリー前〉・春日部方面 |

各停は当駅で急行を待避する列車がある。朝ラッシュ時は、一部列車を除き両方向共に急行運転が無いため、待避も行われない。

## 利用状況
2024年度の1日平均乗降人員は68,296人である。
近年の1日平均乗降・乗車人員の推移は以下り。
| 年度               | 1日平均 乗降人員 | 1日平均 乗車人員 | 出典              |
| ------------------ | ---------------- | ---------------- | ----------------- |
| 1977年（昭和52年） | 26,539           | 13,659           | [ 東京都統計 1 ]  |
| 1978年（昭和53年） | 29,641           | 15,861           | [ 東京都統計 2 ]  |
| 1979年（昭和54年） | 32,924           | 17,498           | [ 東京都統計 3 ]  |
| 1980年（昭和55年） | 35,558           | 18,850           | [ 東京都統計 4 ]  |
| 1981年（昭和56年） | 37,789           | 19,848           | [ 東京都統計 5 ]  |
| 1982年（昭和57年） | 39,778           | 20,973           | [ 東京都統計 6 ]  |
| 1983年（昭和58年） | 42,353           | 22,299           | [ 東京都統計 7 ]  |
| 1984年（昭和59年） | 45,673           | 23,875           | [ 東京都統計 8 ]  |
| 1985年（昭和60年） | 48,236           | 25,060           | [ 東京都統計 9 ]  |
| 1986年（昭和61年） | 49,342           | 26,078           | [ 東京都統計 10 ] |
| 1987年（昭和62年） | 49,729           | 26,483           | [ 東京都統計 11 ] |
| 1988年（昭和63年） | 51,785           | 27,524           | [ 東京都統計 12 ] |
| 1989年（平成元年） | 51,176           | 27,295           | [ 東京都統計 13 ] |
| 1990年（平成02年） | 54,170           | 27,947           | [ 東京都統計 14 ] |
| 1991年（平成03年） | 53,148           | 28,193           | [ 東京都統計 15 ] |
| 1992年（平成04年） | 52,575           | 28,311           | [ 東京都統計 16 ] |
| 1993年（平成05年） | 51,931           | 28,455           | [ 東京都統計 17 ] |
| 1994年（平成06年） | 52,671           | 28,695           | [ 東京都統計 18 ] |
| 1995年（平成07年） | 54,143           | 28,842           | [ 東京都統計 19 ] |
| 1996年（平成08年） | 54,043           | 29,243           | [ 東京都統計 20 ] |
| 1997年（平成09年） | 53,957           | 29,010           | [ 東京都統計 21 ] |
| 1998年（平成10年） | 53,497           | 28,634           | [ 東京都統計 22 ] |
| 1999年（平成11年） | 53,762           | 28,820           | [ 東京都統計 23 ] |
| 2000年（平成12年） | 55,703           | 28,981           | [ 東京都統計 24 ] |
| 2001年（平成13年） | 56,530           | 29,265           | [ 東京都統計 25 ] |
| 2002年（平成14年） | 56,536           | 29,223           | [ 東京都統計 26 ] |
| 2003年（平成15年） | 57,339           | 29,580           | [ 東京都統計 27 ] |
| 2004年（平成16年） | 57,790           | 30,130           | [ 東京都統計 28 ] |
| 2005年（平成17年） | 59,373           | 30,788           | [ 東京都統計 29 ] |
| 2006年（平成18年） | 61,183           | 31,645           | [ 東京都統計 30 ] |
| 2007年（平成19年） | 62,871           | 32,445           | [ 東京都統計 31 ] |
| 2008年（平成20年） | 63,632           | 32,546           | [ 東京都統計 32 ] |
| 2009年（平成21年） | 64,150           | 32,696           | [ 東京都統計 33 ] |
| 2010年（平成22年） | 65,075           | 33,111           | [ 東京都統計 34 ] |
| 2011年（平成23年） | 65,617           | 33,366           | [ 東京都統計 35 ] |
| 2012年（平成24年） | 67,930           | 34,498           | [ 東京都統計 36 ] |
| 2013年（平成25年） | 69,496           | 35,238           | [ 東京都統計 37 ] |
| 2014年（平成26年） | 68,794           | 34,771           | [ 東京都統計 38 ] |
| 2015年（平成27年） | 70,588           | 35,658           | [ 東京都統計 39 ] |
| 2016年（平成28年） | 71,753           | 36,192           | [ 東京都統計 40 ] |
| 2017年（平成29年） | 72,687           | 36,633           | [ 東京都統計 41 ] |
| 2018年（平成30年） | 73,447           | 37,008           | [ 東京都統計 42 ] |
| 2019年（令和元年） | 73,288           | 36,891           | [ 東京都統計 43 ] |
| 2020年（令和02年） | 50,395           |                  |                   |
| 2021年（令和03年） | 56,968           |                  |                   |
| 2022年（令和04年） | 61,954           |                  |                   |
| 2023年（令和05年） | 65,657           |                  |                   |
| 2024年（令和06年） | 68,296           |                  |                   |

備考
1. ↑  1977年4月7日開業。

## 駅周辺
渋谷駅 - 二子玉川駅間では珍しく、国道246号や首都高速3号渋谷線からは離れて位置する。高層ビルがなく上空は開けて世田谷区らしい長閑な街並みが広がる。駅名及び地名の「桜新町」にもあるように、駅前の通り（都道427号）は桜並木で、春は満開の桜が咲き乱れる。

### 官公庁・公共施設
- 陸上自衛隊用賀駐屯地
  - 海上自衛隊東京音楽隊
- 東京都水道局駒沢給水所

### 公館
- 駐日モザンビーク大使館

### 教育機関
- 駒澤大学高等学校
- 東京都立深沢高等学校
- 東京都立園芸高等学校
- さくらしんまち保育園
- 日本体育大学本部世田谷キャンパス：徒歩15分。
- 日体柔整専門学校

### 医療
- 武蔵野大学附属産後ケアセンター桜新町

### 美術館
- 長谷川町子美術館

### 郵便局・金融機関
- 世田谷桜新町郵便局

### 店舗
- サザエさん通り：駅前から国道246号方面へ向かって形成されている桜新町商店街の通りの通称。
- セブン-イレブン世田谷サザエさん通り店：元々は酒屋で、長谷川町子の漫画『サザエさん』に登場する「三河屋」のモデル。

### 史跡・自然
- 久富稲荷神社：落合さよりの漫画『ぎんぎつね』に登場する「冴木稲荷神社」のモデル。
- 桜神宮
- 馬事公苑

### 法人
- 東京電力世田谷支社
- 東京ガス
- ロイヤルホールディングス東京本部
  - ロイヤルフードサービス本社
  - ロイヤルコントラクトサービス本社
  - ロイヤルホスト桜新町店
- TOTOテクニカルセンター東京

### 交通
- 玉川通り（国道246号）

- 東京都道427号瀬田貫井線

## バス路線
- 東急バス「桜新町駅」停留所
  - 黒07 - 目黒駅前（都立大学駅北口・清水経由）・弦巻営業所
  - 都立01 - 都立大学駅北口・弦巻営業所
  - 系統番号なし - 弦巻営業所・用賀駅（土曜日ダイヤ1往復のみ）

## ギャラリー

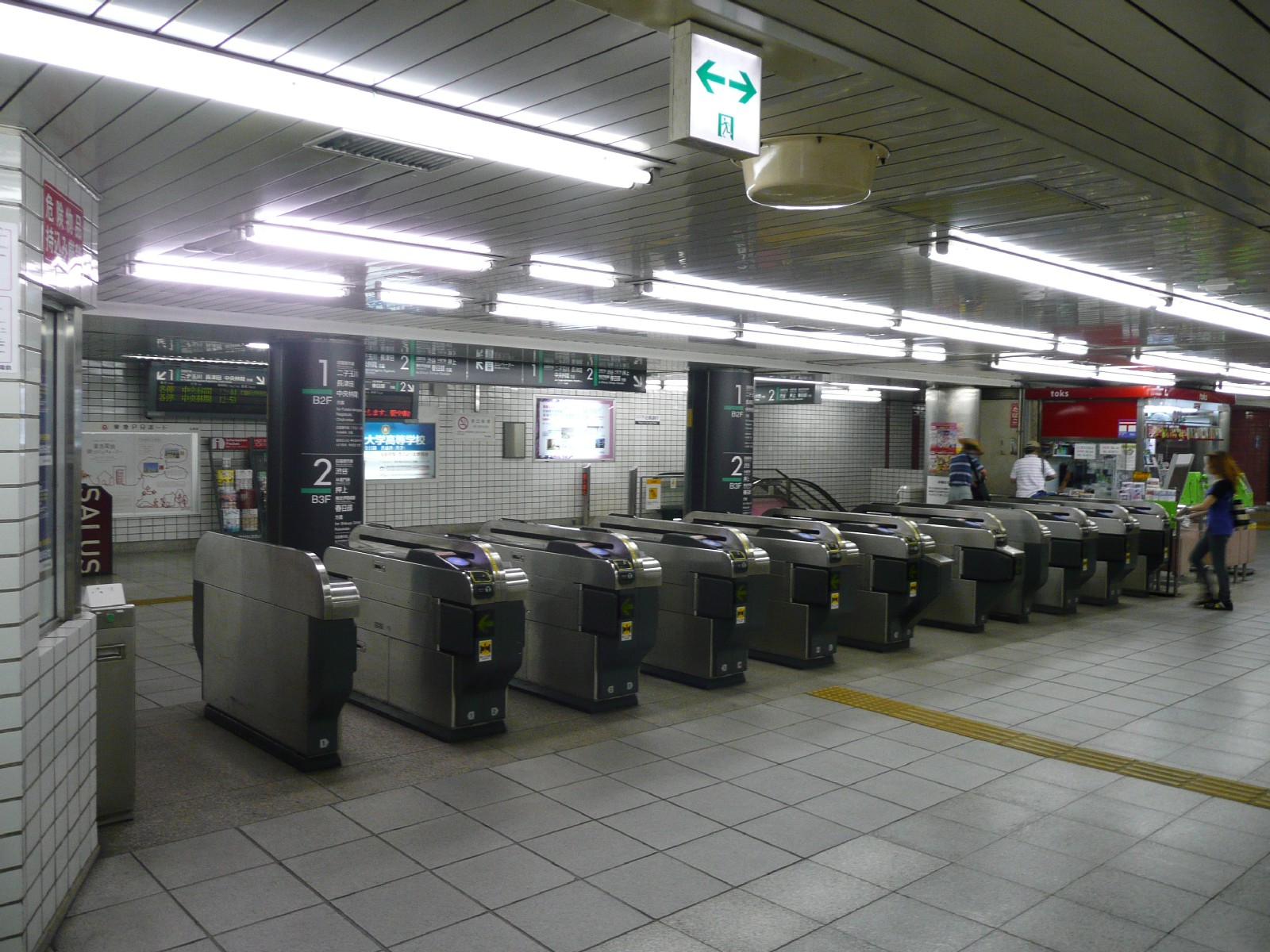
改札口（2008年8月）
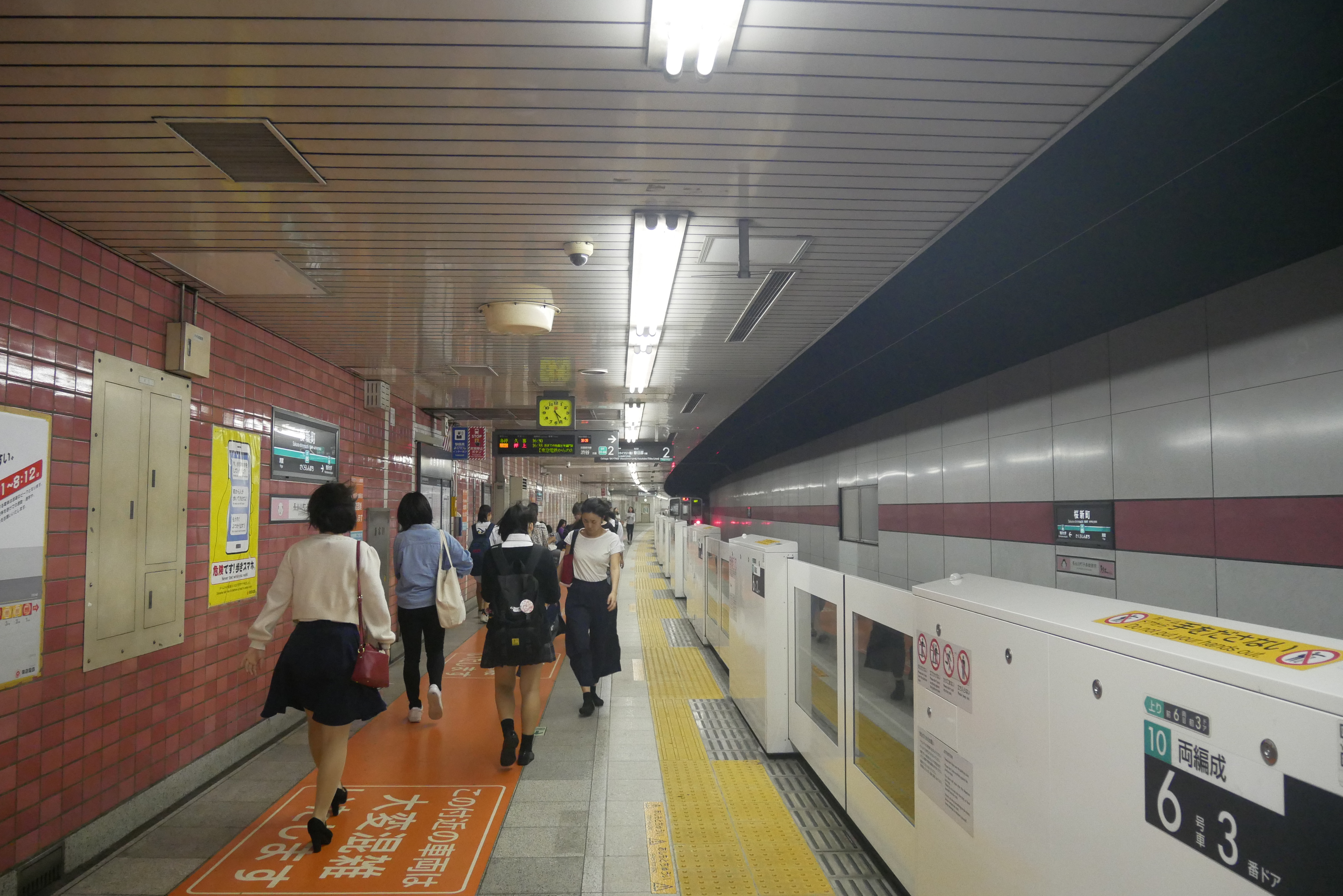
2番ホーム（2018年10月）
駅前に設置されているサザエさんの像
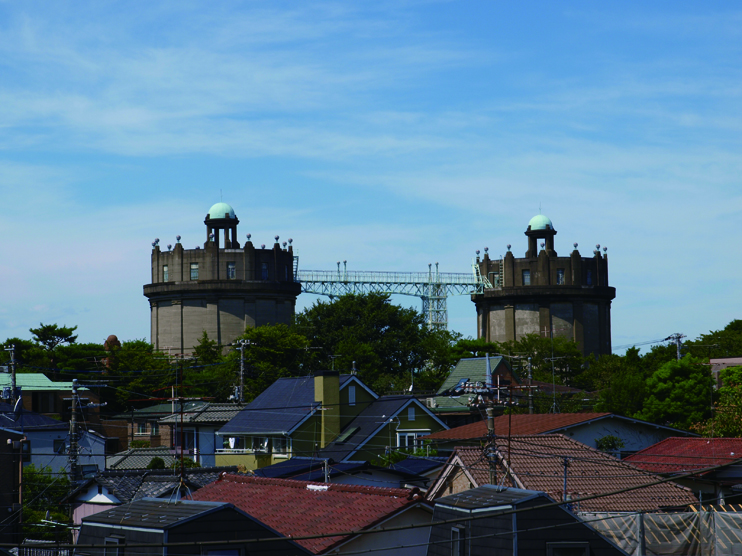
駒沢給水所
サザエさん通りに設置されているサザエさん一家の銅像

## 隣の駅
東急電鉄
 田園都市線
■急行
通過
■準急・■各駅停車
駒沢大学駅 (DT04) - 桜新町駅 (DT05) - 用賀駅 (DT06)